# Hot Snakes
Hot Snakes (en español: Serpientes Calientes) fue una banda de rock formada en San Diego, California. en 1999. Hot Snakes no es conocido a nivel mundial, pero se han consolidado un grupo de culto, entre sus oyentes. 
La mayoría de sus integrantes vienen de los grupos Pitchfork y Drive Like Jehu y uno de sus miembros esta en el supergrupo Off!.
Su sencillo más conocido es "This Mystic Decade" que figura en la estación "Vinewood Boulevard Radio" del videojuego Grand Theft Auto V.
Las influencias del grupo son Suicide, Wipers y Michael Yonkers Band.
La banda se separó en junio de 2023 debido al fallecimiento del vocalista Rick Froberg debido a un problema cardiaco que padecia el músico sin tener un diagnóstico.

## Integrantes

### Exintegrantes
- Rick Froberg - vocal, guitarra eléctrica (1999 - 2005, 2011 - 2023)
- John Reis - guitarra, vocal de apoyo (1999 - 2005, 2011 - 2023)
- Gar Wood - bajo, vocal de apoyo (1999 - 2005, 2011 - 2023)
- Jason Kourkounis - batería (1999 - 2003, 2011 - 2023)
- Mario Rubalcaba - batería (2003 - 2005)

## Discografía

### Álbumes de estudio
- 2000: "Automatic Midnight"
- 2002: "Suicide Invoice"
- 2004: "Audit in Progress"
- 2018: "Jericho Sirens"

### EP
- 2005: "Peel Sessions"

### Compilaciones
- 2003: "Swami Sound System Vol. 1"
- 2005: "Tony Hawk's American Wasteland soundtrack"

### Sencillos
- "This Mystic Decade"
- "Braintrust"
- "DNR (Do Not Resuscitate) b/w Time to Escape"
- Death camp fantasy
- Checkmate
- I shall be free